# Jarmen Kell
Jarmen Kell é uma unidade militar do jogo eletrônico Command & Conquer: Generals (Comandar e Conquistar: Generais). Trata-se de um mercenário que trabalha para o Exército de Libertação Global (ELG). Ele é um franco-atirador que usa um fuzil de precisão para eliminar infantaria à distância.
O Jarmen Kell é camuflado e só pode ser visto pelo inimigo enquanto atira. Pode ser detectado por uma unidade de reconhecimento (drone espião, posto de escuta, furgão radar etc); por defesas de base (rede de túneis, bateria stinger, bateria de mísseis patriot e canhão gattling); pela varredura radar e pelo satélite espião.
Sua habilidade especial permite que ele elimine a tripulação de qualquer veículo terrestre (exceto o drone sentinela). Depois que a tripulação foi eliminada o veículo fica neutro e qualquer unidade de infantaria de qualquer jogador pode se apoderar do veículo. Essa habilidade especial está disponível de 30 em 30 segundos.
O Jarmen Kell pode detectar unidades camufladas.
No pacote de expansão Command & Conquer: Generals Zero Hour (Comandar e Conquistar: Generais Hora Zero) o Jarmen Kell ganha habilidades de demolição quando o jogador está usando o General Demolição (Rodall "Demo" Juhziz). Neste caso, ele pode plantar a carga de demolição com controle remoto e a carga de demolição que explode automaticamente depois de 20 segundos e não pode detectar unidades camufladas (1.03).